# Kagera (rivier)
De Kagera, op oude kaarten ook wel Alexandernijl genoemd, is een rivier in Afrika die ontstaat door de samenvloeiing van de Nyabarongo en de Ruvubu. De rivier heeft een lengte van ongeveer 400 km en loopt langs de grens tussen Rwanda en Tanzania en mondt uit in het Victoriameer. Ze heeft het grootste waterdebiet van alle rivieren die in het Victoriameer vloeien en wordt daarom ook als de bronrivier van de Witte Nijl gezien.

## Europese ontdekkingsreizen
De Britse ontdekkingsreiziger John Hanning Speke hoorde in 1858 voor het eerst van de rivier, noemde ze Alexandernijl en bezocht deze in 1862, waarmee de rivier voor de westerse wereld ontdekt was. De Oostenrijkse ontdekkingsreiziger Oskar Baumann zocht de bron van de Kagera tijdens een van zijn expedities in Oost-Afrika (1887-1893).
- Gemeinsame Normdatei: 4363163-0
- Virtual International Authority File: 244265008